# Fine Arts Quartet
El Fine Arts Quartet es un cuarteto de cuerdas estadounidense fundado en 1946 en Chicago por Leonard Sorkin y George Sopkin. Desde 1963 está basado en la Universidad de Wisconsin-Milwaukee.

## Historia
Su fundación tuvo lugar en 1946, pero los miembros del cuarteto habían empezado a trabajar juntos en 1939 mientras tocaban en la Orquesta Sinfónica de Chicago. Su primera actuación tuvo lugar en 1940 con Leonard Sorkin, George Sopkin, Ben Senescu y Sheppard Lehnhoff. El servicio militar en la Segunda Guerra Mundial hizo que hasta 1946, ahora con el segundo violinista Joseph Stepansky, el conjunto no comenzara a ensayar y actuar regularmente.
Desde 1946 hasta 1954 el cuarteto actuó en las emisiones de la mañana del domingo de la ABC Radio Networks. En 1958 empezó a visitar Europa anualmente. A finales de los años sesenta el Departamento de Estado de los Estados Unidos patrocinó las visitas del conjunto a Japón, Corea, Taiwán, Tailandia, Australia y Nueva Zelanda y en los años setenta actuaron en 270 ciudades en 28 países. Continuó sus retransmisiones radiofónicas en América (especialmente para WFMT-Chicago), en Europa (p. ej. para la BBC), y para la televisión (conciertos y programas educativos para la Televisión Pública Nacional).
Los miembros de cuarteto han ayudado a la formación de numerosos grupos de cámara internacionales. Su primera etapa de enseñanza en residencia, 1951-1954, fue en la Universidad Northwestern. En 1963 fueron invitados para ser Cuarteto-en-Residencia en la Universidad de Wisconsin-Milwaukee, y sus miembros han sido profesores allí desde entonces. También han sido profesores invitados en los conservatorios de París y Lyon, así como en las escuelas de música de verano de la Universidad de Yale y la Universidad de Indiana. Han sido miembros del jurado de competiciones importantes como las de Evian, Shostakóvich, y Burdeos. Documentales del conjunto han aparecido en la televisión pública americana y francesa.

## Repertorio
La agrupación publicó más de 100 obras durante sus primeros 30 años de existencia, incluyendo los ciclos de música de cámara de Haydn, Mozart, Beethoven, Schubert, Mendelssohn y Brahms, en sellos discográficos como Decca, Vox, Vanguard, Saga y Concert Disc. También interpretaron música clásica contemporánea de compositores como Bartók, Shostakóvich, Bloch, Babbitt, Wuorinen, Martinon, Hindemith, Shifrin, Crawford-Seeger, Johnston y Husa haciéndolos más accesibles al público. Sus registros de los seis cuartetos de Béla Bartók fueron seguidos de una serie televisiva que presentaba una interpretación de cada uno, precedida por entrevistas y comentarios de los intérpretes, con ilustraciones musicales. 
En 2014 presentaron en Estados Unidos una de las últimas obras del compositor aragonés José Peris Lacasa. Se trata de una nueva versión para canto y cuarteto de cuerda de Las siete últimas palabras de Cristo en la cruz de Haydn en el que el maestro Peris hace participar a la voz como papel principal. Esta pieza fue interpretada por primera vez en el continente americano por el Fine Arts Quartet junto a la soprano Ruth Rosique. La actuación tuvo lugar en septiembre de 2014 dentro de la temporada de conciertos que este conjunto ofrece como parte de la programación cultural de la Universidad de Winsconsin-Milwaukee. El concierto fue precedido de una conferencia sobre la obra a cargo del Senior Lecturer de Historia de la música Timothy Noonan, especialista en música instrumental del siglo XVIII.

## Grabaciones
El cuarteto ha grabado más de 200 obras. Sus publicaciones más recientes incluyen los cuartetos de cuerda y quintetos con piano de Saint-Saëns y Schumann, los cuartetos de cuerda de Zimbalist y Kreisler, "Harmonies du Soir" para cuarteto y orquesta de cuerda de Ysaÿe, los dos cuartetos de cuerda de Saint-Saëns, tres quintetos de cuerda de Beethoven, el Cuarteto de cuerda y el Quinteto con piano de Franck, los dos quintetos con piano de Fauré, la música de cámara completa de Bruckner (incluyendo su cuarteto de cuerda y su quinteto), cuartetos de compositores americanos (Antheil, Herrmann, Vaso, Evans), los cuartetos de cuerda completos de Schumann, los quintetos de cuerda completos de Mendelssohn, la música de cámara completa de Glazunov, los cuartetos completos de Dohnányi y sus quintetos de piano, y los primeros cuartetos de Beethoven.

## Premios y reconocimientos
El trabajo del cuarteto ha sido reconocido con múltiples galardones y distinciones.
- En 2003 recibió el "Award for Adventurous Programming" por parte de la Asociación Americana de Música de Cámara y la Sociedad Americana de Compositores, Autores y Editores en reconocimiento a su compromiso con la música contemporánea de cámara.
- En 2003 obtuvieron una nominación para "Critic's Choice 2003" por la American Record Guide por su caja de la integral de los quintetos de Mozart en formato SACD.
- En 2007 fueron nominados a "Recording of the year" (grabación del año) de Musicweb International por su disco de Glazunov; en  2008 por el de Mendelssohn y en 2009 por el de Fauré.
- En 2008 fueron designados "BBC Music Magazine Choice" por su álbum Four American Quartets.
- En 2010 obtuvieron el Premio Grammy al productor del año en música clásica por el álbum de los quintetos de Fauré con la pianista Cristina Ortiz en el sello Naxos.
- En 2012 fueron nominados para el Premio Gramophone award-winner and recording of legendary status" por la Gramophone Classical Music Guide.

## Miembros

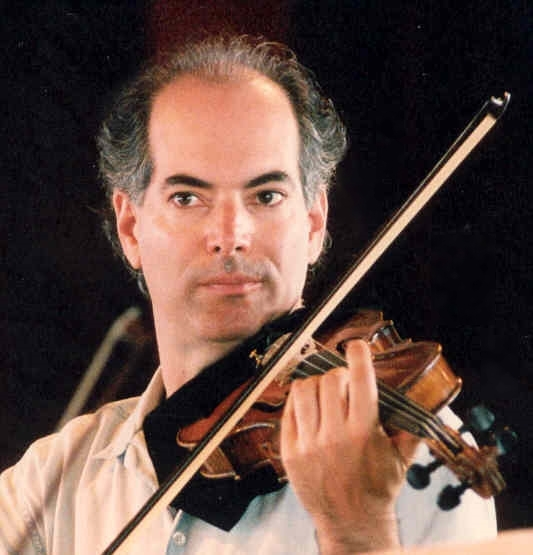
Ralph Evans

Inicialmente los miembros eran Leonard Sorkin (violín), Ben Senescu (violín), Sheppard Lehnhoff (viola) y George Sopkin (violonchelo).
Desde 2015 el conjunto está formado por: 
- Ralph Evans, primer violinista que ganó el Concurso Internacional Chaikovski.[2]
- Efim Boico, segundo violinista que fue antiguo concertino de la Orquesta de París bajo la dirección de Daniel Barenboim.
- Juan-Miguel Hernández, violista, fundador del Amati Ensemble.
- Robert Cohen, violonchelista, cofundador del Trío Fontenay.

Evans y Boico llevan tocando juntos en el cuarteto más de 30 años.
Los directores del cuarteto han sido: 
- Leonard Sorkin de 1946 a 1981.

- Ralph Evans desde 1982 al presente.

Primer violín:
- Leonard Sorkin (1946–1982)
- Ralph Evans (1982-actual)

Segundo violín:
- Joseph Stepansky (1946–1954)
- Abram Loft (1954–1979)
- Lawrence Shapiro (1979–1983)
- Efim Boico (1983-actual)

Viola:
- Sheppard Lehnhoff (1946–1952)
- Irving Ilmer (1952–1963)
- Gerald Stanick (1963–1968)
- Bernard Zaslav (1968–1980)
- Jerry Horner (1980–2000)
- Michael Strauss (2000–2001)
- Yuri Gandelsman (2001–2008)
- Chauncey Patterson (2008–2009)
- Nicolò Eugelmi (2009-2013)
- Juan-Miguel Hernández (2014-actual)

Violonchelo:
- George Sopkin (1946–1979)
- Wolfgang Laufer (1979-2011)
- Robert Cohen (2012-actual)

## Discografía (1947-2015)
- Adler: Cuarteto n.º 6 (1975) (CRI SD-432, grabado en 1979)
- Antes: Trío n.º 1 (Columbia masterworks AMS 6741, grabado en 1964)
- Antes: Trío n.º 2 (Columbia masterworks AMS 6741, grabado en 1964)
- Antes: Trío n.º 3 (Columbia masterworks AMS 6741, grabado en 1964)
- Antheil: Cuarteto n.º 3 (1948) (Naxos CD 8.559354, grabado en 2007)
- Arriaga: Cuarteto n.º 1 (SWR10116, grabado en 1996)
- Arriaga: Tema y variaciones Op. 17 (SWR10116, grabado en 2005)
- Babbitt: Cuarteto n.º 3 (M&A CD-707, Turnabout TV-S-34515, grabado en 1972)
- Bach: El arte de la fuga (Concert-Disc CS-230, 250, Saga XID5302, grabado en 1962 and 1964)
- Bartok: Cuarteto n.º 1 (Concert-Disc CS-207, Saga Xiud5203; M&A CD-1176, grabado en 1958)
- Bartok: Cuarteto n.º 2 (Concert-Disc CS-207, Saga Xiud5203; M&A CD-1176, grabado en 1958)
- Bartok: Cuarteto n.º 3 (Concert-Disc CS-208; M&A CD-1176 and CD-1154, grabado en 1958)
- Bartok: Cuarteto n.º 4 (Concert-Disc CS-208; M&A CD-1176, grabado en 1958)
- Bartok: Cuarteto n.º 5 (Concert-Disc CS-209; M&A CD-1176, grabado en 1958)
- Bartok: Cuarteto n.º 6 (Concert-Disc CS-209; M&A CD-1176, grabado en 1958)
- Beethoven: Cuarteto Op. 18-1 (Lyrinx CD LYR 2254, Super Audio CD format, grabado en 2005)
- Beethoven: Cuarteto Op. 18-1 (Concert-Disc CS-210, CS-507, M-1210, SP-507; Everest SDBR-3255; M&A CD-1154, grabado en 1963-66)
- Beethoven: Cuarteto Op. 18-2 (Lyrinx CD LYR 2254, Super Audio CD format, grabado en 2005)
- Beethoven: Cuarteto Op. 18-2 (Concert-Disc CS-210, CS-507, M-1210, SP-507; Everest SDBR-3255, grabado en 1963-66)
- Beethoven: Cuarteto Op. 18-3 (Lyrinx CD LYR 2254, Super Audio CD format, grabado en 2005)
- Beethoven: Cuarteto Op. 18-3 (Concert-Disc CS-210, CS-507, M-1210, SP-507; Everest SDBR-3255, grabado en 1959)
- Beethoven: Cuarteto Op. 18-4 (Lyrinx CD LYR 2254, Super Audio CD format, grabado en 2005)
- Beethoven: Cuarteto Op. 18-4 (Saga Records - London, grabado en 1985) unreleased
- Beethoven: Cuarteto Op. 18-4 (Concert-Disc CS-210, CS-507, M-1210, SP-507; Everest SDBR-3255, grabado en 1959)
- Beethoven: Cuarteto Op. 18-5 (Lyrinx CD LYR 2254, Super Audio CD format, grabado en 2005)
- Beethoven: Cuarteto Op. 18-5 (Concert-Disc CS-210, CS-507, M-1210, SP-507; Everest SDBR-3255, grabado en 1963-66)
- Beethoven: Cuarteto Op. 18-6 (Lyrinx CD LYR 2254, Super Audio CD format, grabado en 2005)
- Beethoven: Cuarteto Op. 18-6 (Concert-Disc CS-210, CS-507, M-1210, SP-507; Everest SDBR-3255, grabado en 1963-66)
- Beethoven: Cuarteto Op. 59-1 (Everest 9053 and SDBR-3255; M&A CD-1154 (Concert-Disc MP-1506, CS-255, grabado en 1965)
- Beethoven: Cuarteto Op. 59-2 (Everest 9053, CS-256; Everest SDBR-3255; M&A CD-1154 (Concert-Disc MP-1506, grabado en 1965)
- Beethoven: Cuarteto Op. 59-3 (Lodia - Geneva CD 7701, grabado en 1986)
- Beethoven: Cuarteto Op. 59-3 (Everest 9053, CS-256; Everest SDBR-3255; M&A CD-1154 (Concert-Disc MP-1506, grabado en 1965)
- Beethoven: Cuarteto Op. 74 (Everest 9053; Everest SDBR-3255 (Concert-Disc MP-1506, grabado en 1965)
- Beethoven: Cuarteto Op. 95 (Everest 9053; Everest SDBR-3255 (Concert-Disc MP-1506, grabado en 1965)
- Beethoven: Cuarteto Op. 127 (Concert-Disc CS-233, CS-502; Everest SDBR-3255, grabado en 1962-63?)
- Beethoven: Cuarteto Op. 130 (Concert-Disc CS-502, CS-240; Everest SDBR-3255, grabado en 1962-63?)
- Beethoven: Cuarteto Op. 131 (Concert-Disc CS 502, CS-211; Everest SDBR 3255, M-1211, grabado en 1960)
- Beethoven: Cuarteto Op. 132 (Concert-Disc CS 502, M-1241; Everest SDBR-3255, CS-241; M&A CD-1154, grabado en 1962-63?)
- Beethoven: Cuarteto Op. 135 (Concert-Disc CS-502, CS-249; Everest SDBR-3255, grabado en 1962-63?)
- Beethoven: Cuarteto Grosse Fugue (Concert-Disc 249; Everest SDBR-3255, grabado en 1962-63?)
- Beethoven: Quinteto de cuerda Op. 29. Con G. Sharon. (Naxos CD 8.572221, grabado en 2008)
- Beethoven: Quinteto de cuerda Op. 104. Con G. Sharon. (Naxos CD 8.572221, grabado en 2008)
- Beethoven: Quinteto de cuerda Op. 137. Con G. Sharon. (Naxos CD 8.572221, grabado en 2008)
- Beethoven: Septeto (Concert-Disc CS-214, grabado en 1960)
- Bloch: Quinteto para piano n.º 1 (Concert-Disc CS-252 and CDM-1252, grabado en 1960)
- Bloch: Cuarteto n.º 5 (Concert-Disc CS-225, M-1225, Concertapes 4T-5008, grabado en 1960)
- Boccherini: Quinteto en mi mayor (Minuet solamente) (Webcor 2922-3/Concert Tapes 22-3 (1953-4)
- Borodin: Cuarteto n.º 2 (Scherzo solamente) (Webcor #2923-1, grabado en 1953-4)
- Borodin: Cuarteto n.º 2 (Nocturno solamente) (Webcor 2922-3/ConcertTapes 22-3 (1953-4)
- Brahms: Cuarteto Op. 51-1 (Concert-Disc CS-226, grabado en 1960)
- Brahms: Cuarteto Op. 51-2 (Concert-Disc CS-226; M&A CD-1154, grabado en 1960)
- Brahms: Cuarteto Op. 67 (Everest SDBR-3266, grabado en late 1960's)
- Brahms: Quinteto para clarinete Op. 115. Con R. Kell (Concert-Disc CS-202, Deutsche Grammophon, BSD-135, grabado en 1951 and 1958)
- Brahms: Trío para trompa (M&A CD-1154, grabado en 1971)
- Bruckner: Intermezzo. Con T. Hoffman (SWR 10242, grabado en 2003)
- Bruckner: Intermezzo. Con Gil Sharon (Naxos CD 8.570788, grabado en 2007)
- Bruckner: Cuarteto de cuerda en do menor (SWR 10241, grabado en 2003)
- Bruckner: Cuarteto de cuerda en do menor (Naxos CD 8.570788, grabado en 2007)
- Bruckner: Rondó en do menor (SWR 10241, grabado en 2003)
- Bruckner: Rondó en do menor (Naxos CD 8.570788, grabado en 2007)
- Bruckner: Quinteto de cuerda. Con T. Hoffman (SWR 10242, grabado en 2003)
- Bruckner: Quinteto de cuerda. Con G. Sharon (Naxos CD 8.570788, grabado en 2007)
- Crawford-Seeger Quartet (Gasparo CD-1020, GS-205, grabado en 1979?)
- Debussy: Cuarteto Op. 10 (Lodia CD 7702, grabado en 1986)
- Debussy: Cuarteto (Webcor #2923-1, grabado en 1953-4; Concert-Disc LP CS-253, grabado en 1964)
- Del Tredici: Quinteto para clarinete "Magyar Madness" (2006. (Naxos CD 8.559796, grabado en 2015) TBR 2016
- Dittersdorf: Cuarteto en mi bemol mayor (Webcor #2922-4/Concert Tapes 22-4, grabado en 1953-4)
- Dohnányi: Cuarteto n.º 1 (Aulos Musikado CD AUL 66145, SWR 10043, grabado en 2002)
- Dohnányi: Cuarteto n.º 2 (Aulos Musikado CD AUL 66145, SWR 10043, grabado en 2002)
- Dohnányi: Cuarteto n.º 3 (Aulos Musikado CD AUL 66145, SWR 10043, grabado en 2002)
- Dohnányi: Quinteto para piano n.º 1. Con P. Frankl (Aulos Musikado CD, AUL 66146, grabado en 2002)
- Dohnányi: Quinteto para piano n.º 2. Con P. Frankl (Aulos Musikado CD, AUL 66146, grabado en 2002)
- Downey: Quinteto para fagot. Con R. Thompson (Heritage HTGCD 402, grabado en 2002)
- Downey: Cuarteto n.º 2 (Gasparo CD-1020, GS 205, grabado en 1979?)
- Dvorak: Quinteto para piano (Concert-Disc CS-251, grabado en 1964)
- Dvorak: Cuarteto Op. 96 "American" (Lyrinx (France) CD LYR-184, grabado en 1998)
- Dvorak: Cuarteto Op. 96 "American" (Gasparo Records LP GS-223, grabado en 1985)
- Dvorak: Cuarteto Op. 96 (Webcor #2923-2, grabado en 1953-4)
- Dvorak: Cuarteto Op. 105 (Lyrinx CD LYR-184, grabado en 1998)
- Evans: Cuarteto n.º 1 (1995. (Naxos CD 8.559354, grabado en 2007)
- Fauré: Quinteto para piano n.º 1 Op. 89. Con C. Ortiz (Naxos CD 8.570938, grabado en 2007)
- Fauré: Quinteto para piano n.º 2 Op. 115. Con C. Ortiz (Naxos CD 8.570938, grabado en 2007)
- Franck: Cuarteto de cuerda (Naxos CD 8.572009, grabado en 2008)
- Franck: Quinteto para piano. Con C. Ortiz. (Naxos CD 8.572009, grabado en 2008)
- Glass: Cuarteto n.º 2 "Company" (1983). (Naxos CD 8.559354, grabado en 2007)
- Glazunov: Cuarteto (5 Novelettes) Op. 15 (Naxos CD 8.570256, grabado en 2005)
- Glazunov: Quinteto de cuerda Op. 39. Con N. Rosen (Naxos CD 8.570256, grabado en 2005)
- Haydn: Divertimento Op. 0 (Vox box SVBX-597, grabado en 1972?)
- Haydn: Cuarteto Op. 1-0 (M&A CD-1154; 1968-73?)
- Haydn: Cuarteto Op. 2-5 (Vox box SVBX-597; M&A CD-1154, grabado en 1972?)
- Haydn: Cuarteto Op. 2-6 (Vox box SVBX-597; M&A CD-1154, grabado en 1972?)
- Haydn: Cuarteto Op. 3-1 (Vox box SVBX-598, grabado en 1964)
- Haydn: Cuarteto Op. 3-2 (Vox box SVBX-598, grabado en 1964)
- Haydn: Cuarteto Op. 3-3 (Vox box SVBX-598, grabado en 1964)
- Haydn: Cuarteto Op. 3-4 (Vox box SVBX-598, grabado en 1964)
- Haydn: Cuarteto Op. 3-5 (Vox box SVBX-598, grabado en 1964)
- Haydn: Cuarteto Op. 3-6 (Vox box SVBX-598, grabado en 1964)
- Haydn: Cuarteto Op. 20-4 (Concert-Disc CS-228, grabado en 1960)
- Haydn: Cuarteto Op. 20-5 (M&A CD-1154)
- Haydn: Cuarteto Op. 50-1 (Vox box SVBX-595, grabado en 1967)
- Haydn: Cuarteto Op. 50-2 (Vox box SVBX-595, grabado en 1967)
- Haydn: Cuarteto Op. 50-3 (Vox box SVBX-595, grabado en 1967)
- Haydn: Cuarteto Op. 50-4 (Vox box SVBX-595, grabado en 1967)
- Haydn: Cuarteto Op. 50-5 (Vox box SVBX-595, grabado en 1967)
- Haydn: Cuarteto Op. 50-6 (Vox box SVBX-595, grabado en 1967)
- Haydn: Cuarteto Op. 54-1 (Saga Records - London, grabado en 1985) unreleased
- Haydn: Cuarteto Op. 64-1 (Vox box SVBX-597 (Concert-Disc CS-228, grabado en 1972?)
- Haydn: Cuarteto Op. 64-2 (Vox box SVBX-597 (Concert-Disc CS-228, grabado en 1972?)
- Haydn: Cuarteto Op. 64-3 (Vox box SVBX-597 (Concert-Disc CS-228, grabado en 1972?)
- Haydn: Cuarteto Op. 64-4 (Vox box SVBX-597 (Concert-Disc CS-228, grabado en 1972?)
- Haydn: Cuarteto Op. 64-5 ("Lark") Lodia CD 7701, grabado en 1986)
- Haydn: Cuarteto Op. 64-5 (Vox box SVBX-597; Concert-Disc CS-228, grabado en 1972?)
- Haydn: Cuarteto Op. 64-5 (Adagio cantabile) (Webcor #2923-2, grabado en 1953-4)
- Haydn: Cuarteto Op. 64-5 (Finale solamente) (Webcor #2922-3/Concert Tapes 22-3 (1953-4)
- Haydn: Cuarteto Op. 64-6 (Vox box SVBX-597 (Concert-Disc CS-228; M&A CD-1154)
- Haydn: Cuarteto Op. 74-1 (Vox box SVBX-598, grabado en 1964)
- Haydn: Cuarteto Op. 74-2 (Vox box SVBX-598, grabado en 1964)
- Haydn: Cuarteto Op. 74-3 (Vox box SVBX-598, grabado en 1964)
- Haydn: Cuarteto Op. 76-1 (Vox box SVBX-695 and 596, grabado en late 60's?)
- Haydn: Cuarteto Op. 76-2 (Webcor Tape (2nd mve solamente) (Vox box SVBX-695 and 596 (Concert-Disc CS-228, grabado en 1954,1960, 1968?)
- Haydn: Cuarteto Op. 76-3 (Poco adagio; cantabile movement) (Webcor 2923-1, grabado en 1953-4)
- Haydn: Cuarteto Op. 76-3 (Vox box SVBX-695 and 596, grabado en late 60's?)
- Haydn: Cuarteto Op. 76-4 (Vox box SVBX-695 and 596; M&A CD-1154, grabado en late 60's?)
- Haydn: Cuarteto Op. 76-5 (Vox box SVBX-695 and 596, grabado en late 60's?)
- Haydn: Cuarteto Op. 76-6 (Vox box SVBX-695 and 596; M&A CD-1154, grabado en late 60's?)
- Haydn: Cuarteto Op. 77-1 (Lyrinx CD LYR-196, grabado en 1998-99)
- Haydn: Cuarteto Op. 77-2 (Lyrinx CD LYR-196, grabado en 1998-99)
- Haydn: Cuarteto Op. 103 (Vox box SVBX-695 and 596, grabado en late 1960's)
- Herrmann: Cuarteto "Echoes" (1965). (Naxos CD 8.559354, grabado en 2007)
- Herrmann: Quinteto para clarinete "Souvenir de Voyages" (1967). (Naxos CD 8.559796, grabado en 2013) TBR 2016
- Hindemith: Cuarteto Op. 22 (Concert-Disc CS-225, M-1225; M&A CD-1154, Concertapes 4T-5008, grabado en 1960)
- Hindemith: Cuarteto Op. 22 (Mercury MG 10105, grabado en 1951)
- Hindemith: Octeto (Concert-Disc M-1218, grabado en 1960)
- Husa: Cuarteto n.º 2 (1953), Phoenix PHCD-113, grabado en 1971)
- Husa: Cuarteto n.º 3 (1968), Phoenix PHCD-113; M&A CD-1154, grabado en 1971)
- Johnston: Cuarteto n.º 4 "Amazing Grace" (1973). (Gasparo CD-1020, GS-205, grabado en 1979?)
- Kreisler: Cuarteto en la menor (1919). (Naxos CD 8.572559, grabado en 2010)
- Martinon: Cuarteto n.º 2 (1967) (M&A CD-1154, grabado en 1967)
- Mendelssohn: Cuarteto Op. 12 (Mercury MG 10065, EP-1-5066, grabado en 1950)
- Mendelssohn: Cuarteto Op. 12 (Concert Disc M-1224, CS-224, CP-505, grabado en 1960)
- Mendelssohn: Cuarteto Op. 44-1 (Concert-Disc SP-505, CS-260, grabado en 1965)
- Mendelssohn: Cuarteto Op. 44-1 (Koss Classics CD, grabado en 1991) unreleased
- Mendelssohn: Cuarteto Op. 44-2 (Concert Disc CD-224, M-1224, CP-505, grabado en 1960)
- Mendelssohn: Cuarteto Op. 44-2 (Koss Classics CD, grabado en 1991) unreleased
- Mendelssohn: Cuarteto Op. 44-2 (Scherzo solamente) (Webcor 2922-3/Concert Tapes 22-3 (1953-4)
- Mendelssohn: Cuarteto Op. 81 (Concert-Disc SP-505, CS-260, grabado en 1965)
- Mendelssohn: Quinteto de cuerda movimiento (Andante Scherzando) del Op. 87 (Concert-Disc CP-505, CD-261, grabado en 1962?)
- Mendelssohn: Octeto de cuerda (Concert-Disc SP-505, CS-261; Vanguard VRS-1003, grabado en 1957?, 1965?)
- Mendelssohn: Quinteto de cuerda n.º 1 Op. 18. Con D. Rossi (Naxos CD 8.570488, grabado en 2007)
- Mendelssohn: Quinteto de cuerda n.º 2 Op. 87. Con D. Rossi (Naxos CD 8.570488, grabado en 2007)
- Mozart: Cuarteto con flauta n.º 1 K.285 (Concert-Disc CS-215, BSD CD-142, grabado en 1960)
- Mozart: Cuarteto con flauta n.º 2 K.285a (Concert-Disc CS-215, BSD CD-142, grabado en 1960)
- Mozart: Cuarteto con flauta n.º 3 K.285b (Concert-Disc CS-215, BSD CD-142, grabado en 1960)
- Mozart: Cuarteto con flauta n.º 4 K.298 (Concert-Disc CS-215, BSD CD-142, grabado en 1960)
- Mozart: Quinteto con trompa K.407 (Orion ORS-7281, Marquis CD-83108; Concert-Disc CS-204; M&A CD-1154, grabado en 1958)
- Mozart: Cuarteto con oboe K.370 (Orion ORS-7281, Marquis CD-83108; Concert-Disc CS-204; BSD CD-142, grabado en 1958)
- Mozart: Concierto para piano n.º 20 K.466 arr. I. Lachner. Con A. Goldstein (Naxos CD 8.573398, grabado en 2014)
- Mozart: Concierto para piano n.º 21 K.467 arr. I. Lachner. Con A. Goldstein (Naxos CD 8.573398, grabado en 2014)
- Mozart: Cuarteto con piano n.º 2 (M&A CD-1154, grabado en 1967)
- Mozart: Adagio y fuga en do menor K.546; M&A CD-1154, grabado en 1967)
- Mozart: Cuarteto K.387 (Concertapes 23-4A Stereo 2 track, grabado en 1952-63)
- Mozart: Cuarteto K.421 (Concert-Disc CS-227, M-1227, CS-504, SP-504, grabado en 1960)
- Mozart: Cuarteto K.428 (Concert-Disc CS-258, SP-504, grabado en 1965)
- Mozart: Cuarteto K.458 (M&A CD-1154, grabado en 1968?)
- Mozart: Cuarteto K.465 "Dissonant" (Lodia CD 7700 and 7704, grabado en 1986)
- Mozart: Cuarteto K.465 (Concert-Disc CS-227, M-1227, CS-504, SP-504, grabado en 1960)
- Mozart: Cuarteto K.499 (M&A CD-1154, grabado en 1967)
- Mozart: Cuarteto K.575 (Concert-Disc CS-258, SP-504, grabado en 1964)
- Mozart: Cuarteto K.589 (Concert-Disc SP-504, CS-1259, grabado en 1964)
- Mozart: Cuarteto K.590 (Concert-Disc SP-504, CS-1259, grabado en 1964)
- Mozart: Quinteto con clarinete K.581. Con R. Kell (Decca; Concert-Disc CS-203, Deutsche Grammophon, BSD-135, grabado en 1951 and 1958)
- Mozart: Quinteto de cuerda K.174. Con Y. Gandelsman (Lyrinx CD LYR 2214 Super Audio CD format, grabado en 2001)
- Mozart: Quinteto de cuerda K.174 (Vox box SVBX-557; M&A CD-1159, grabado en 1974)
- Mozart: Quinteto de cuerda K.406. Con Y. Gandelsman) (Lyrinx CD LYR 2214 Super Audio CD format, grabado en 2001)
- Mozart: Quinteto de cuerda K.406. Con J. Dupouy (Lodia CD 7704, grabado en 1986)
- Mozart: Quinteto de cuerda K.406 (Vox box SVBX-557; M&A CD-1159, grabado en 1974)
- Mozart: Quinteto de cuerda K.515. Con J. Dupouy (Lodia CD 7703, grabado en 1986)
- Mozart: Quinteto de cuerda K.515. Con Y. Gandelsman (Lyrinx CD LYR 2214 Super Audio CD format, grabado en 2001)
- Mozart: Quinteto de cuerda K.515 (Vox box SVBX-557; M&A CD-1159, grabado en 1974)
- Mozart: Quinteto de cuerda K.516. Con J. Dupouy (Lodia CD 7703, grabado en 1986)
- Mozart: Quinteto de cuerda K.516. Con Y. Gandelsman (Lyrinx CD LYR 2214 Super Audio CD format, grabado en 2001)
- Mozart: Quinteto de cuerda K.516 (Vox box SVBX-557; M&A CD-1159, grabado en 1974)
- Mozart: Quinteto de cuerda K.593. Con Y. Gandelsman (Lyrinx CD LYR 2214 Super Audio CD format, grabado en 2001)
- Mozart: Quinteto de cuerda K.593 (Vox box SVBX-557; M&A CD-1159, grabado en 1974)
- Mozart: Quinteto de cuerda K.614. Con Y. Gandelsman (Lyrinx CD LYR 2214 Super Audio CD format, grabado en 2001)
- Mozart: Quinteto de cuerda K.614 (Vox box SVBX-557; M&A CD-1159, grabado en 1974)
- Peter: Quinteto n.º 1 (Decca DXSA-7197, grabado en 1967)
- Peter: Quinteto n.º 2 (Decca DXSA-7197, grabado en 1967)
- Peter: Quinteto n.º 3 (Decca DXSA-7197, grabado en 1967)
- Peter: Quinteto n.º 4 (Decca DXSA-7197, grabado en 1967)
- Peter: Quinteto n.º 5 (Decca DXSA-7197, grabado en 1967)
- Peter: Quinteto n.º 6 (Decca DXSA-7197, grabado en 1967)
- Prokófiev: Cuarteto de cuerda n.º 2 (Gallante GG-1024, Mercury MG-10045, grabado en 1946)
- Prokófiev: Cuarteto de cuerda n.º 2 (Gasparo GS-203, grabado en 1976)
- Rajmáninov: Cuarteto de cuerda n.º 1 (Lodia CD, grabado en 1986) unreleased
- Raff: The Mill (Webcor #2922-3/Concert Tapes 22-3, grabado en 1953-4)
- Ravel: Cuarteto de cuerda (Lodia CD 7702, grabado en 1986)
- Ravel: Cuarteto de cuerda (Concert-Disc CS-253, grabado en 1964)
- Ravel: Cuarteto de cuerda (Mercury MG 10105, grabado en 1951)
- Saint-Saëns: Barcarolle Op. 108 (versión para cuarteto con piano). Con C. Ortiz. (Naxos CD 8.572904, grabado en 2012)
- Saint-Saëns: Cuarteto para piano Op. 41. Con C. Ortiz (Naxos CD 8.572904, grabado en 2012)
- Saint-Saëns: Quinteto para piano Op. 14. Con C. Ortiz (Naxos CD 8.572904, grabado en 2012)
- Saint-Saëns: Cuarteto de cuerda n.º 1 Op. 112 (Naxos CD 8.572454, grabado en 2009)
- Saint-Saëns: Cuarteto de cuerda n.º 2 Op. 153 (Naxos CD 8.572454, grabado en 2009)
- Schubert: Momento musical (Webcor #2922-3/Concert Tapes 22-3 (1953-4)
- Schubert: Quartettsatz. Mercury EP-1-5066 (Mercury MG-10104 (1951)
- Schubert: Cuarteto D.810 La muerte y la doncella (Lodia CD 7700, grabado en 1986)
- Schubert: Cuarteto D.810 La muerte y la doncella (Concert-Disc CS-212, BSD-145, grabado en 1960)
- Schubert: Cuarteto D.810 La muerte y la doncella (Mercury MG-10008, grabado en 1947)
- Schubert: Cuarteto Op. 29 (Mercury MG-10065; Everest SDBR-3266, grabado en late 1960's)
- Schubert: Cuarteto Op. 29 (Mercury MG-10065, grabado en 1950)
- Schubert: Cuarteto Op. 125 D.87 (BSD-143, grabado en 1960-2)
- Schubert: Cuarteto Op. 161 (Mercury MG-10104, grabado en 1951)
- Schubert: Octeto D.803 (Concert-Disc CS-220; Everest 6082, BSD-143, grabado en 1960)
- Schubert: Quinteto La trucha (Concert-Disc CS-206, M-1206, BSD-145, grabado en 1958)
- Schumann: Märchenerzählungen Trio Op. 132. Con X.Wang (Naxos CD 8.572661, grabado en 2010)
- Schumann: Cuarteto para piano Op. 47. Con X. Wang (Naxos CD 8.572661, grabado en 2010)
- Schumann: Quinteto para piano Op. 44. Con X. Wang (Naxos CD 8.572661, grabado en 2010)
- Schumann: Cuarteto de cuerda Op. 41 n.º 1 (Naxos CD 8.570151, grabado en 2006)
- Schumann: Cuarteto de cuerda Op. 41 n.º 2 (Naxos CD 8.570151, grabado en 2006)
- Schumann: Cuarteto de cuerda Op. 41 n.º 3 (Naxos CD 8.570151, grabado en 2006)
- Shifrin: Cuarteto n.º 4 (CRI CD-793, SD-358; M&A CD-1154, grabado en 1961)
- Shostakóvich: Cuarteto n.º 1 Op. 49 (Gasparo Records LP GS-223, grabado en 1985)
- Shostakóvich: Cuarteto n.º 1 Op. 49 (Lyrinx CD, Super Audio CD format, unreleased, grabado en 2000)
- Shostakóvich: Cuarteto n.º 3 Op. 73 (Adès (Paris) CD 14.161-2, grabado en 1989)
- Shostakóvich: Cuarteto n.º 3 (Gasparo GS-203, grabado en 1976)
- Shostakóvich: Cuarteto n.º 3 (Mercury Classics DM3, Gallante GG-1024, grabado en 1947)
- Shostakóvich: Cuarteto n.º 4 Op. 83 (Lyrinx CD, Super Audio CD format, unreleased, grabado en 2000)
- Shostakóvich: Cuarteto n.º 7 Op. 108 (Adès CD 14.161-2, grabado en 1989)
- Shostakóvich: Cuarteto n.º 8 Op. 110 (Lyrinx CD, Super Audio CD format, unreleased, grabado en 2000)
- Shostakóvich: Cuarteto n.º 11 Op. 122 (Adès CD 14.161-2, grabado en 1989)
- Spohr: Noneto Op. 31 (Concert-Disc LP CS-201, Saga XID-5147 LP, ALC1266 CD, grabado en 1958)
- Chaikovski: Cuarteto n.º 1 (Andante cantabile solamente) (Webcor 2922-3/Concert Tapes 22-3 (1953-4)
- Turina: La oración del torero (Gasparo Records LP GS-223, grabado en 1985)
- Turina: La oración del torero (Webcor #2922-4/Concert Tapes 22-4, grabado en 1953-4)
- Wolf: Serenata italiana (Lodia CD 7701, grabado en 1986)
- Wolf: Serenata italiana (Hänssler Classic CD 93.024, grabado en 1998)
- Wolf: Serenata italiana (Webcor #2922-4/Concert Tapes 22-4, grabado en 1953-4)
- Wolf: Cuarteto en re menor (Hänssler Classic CD 93.024, grabado en 1998)
- Wuorinen: Cuarteto n.º 1 (1971) (Vox LP; M&A CD-4707, grabado en 1972)
- Ysaÿe: Harmonies du Soir Op. 31 (1924). Con Philharmonic Orchestra of Europe (Naxos CD 8.572559, grabado en 2010)
- Zimbalist: Cuarteto en mi menor (1931/rev 1959) (Naxos CD 8.572559, grabado en 2010)